# Guadalupe Chavira de la Rosa
María Guadalupe Chavira de la Rosa (Ciudad de México, 9 de agosto de 1968) es una política mexicana, miembro del partido Morena. Actualmente es senadora de la República desde 2024, diputada federal de 2021 a 2024 y jefa delegacional de Milpa Alta de 2000 a 2003.

## Biografía
Inicio su actividad política en 2000, al ser postulada y electa jefa delegacional de Milpa Alta como candidata del PRD, siendo ésta la primera ocasión en que los jefes delegacionales eran electos por voto popular. Al término de dicho cargo, fue electa diputada a la III Legislatura de la entonces Asamblea Legislativa del Distrito Federal en representación del distrito 34 local; en ella fue presidenta de la comisión de Hacienda; así como integrante de la comisión de Presupuesto y Cuenta Pública; además de coordinadora del Grupo Parlamentario del PRD.
De 2006 a 2012 fue asesora del secretario de Finanzas del Distrito Federal Mario Delgado Carrillo, y de 2015 a 2018 del jefe delegacional de Tláhuac, Rigoberto Salgado Vázquez. En 2018 fue electa diputada a la I Legislatura del Congreso de la Ciudad de México, representando al distrito 7 local y culminando su periodo en 2021. En dicha legislatura fue presidenta de la comisión de Administración Pública Local.
En 2021 fue postulada candidata a diputada por el distrito 9 de la Ciudad de México por la coalición Juntos Haremos Historia. Fue electa a la LXV Legislatura que concluirá en 2024 y en donde es integrante del grupo parlamentario de Morena. En dicho cargo ocupa las funciones de secretaria de la comisión de Relaciones Exteriores; e integrante de las de Derechos de la Niñez y Adolescencia; y de Infraestructura.
Cobró notoriedad en los medios junto con la también diputada Eunice Monzón García cuando el 30 de agosto de 2021 tomaron protesta como diputadas federales por la mañana, y por la tarde acudieron a sesión en sus respectivos congresos locales, en el caso de Guadalupe Chavira, el de la Ciudad de México. Sin embargo esto fue posible debido a que formalmente su cargo como diputadas federales comenzaba hasta el día 1 de septiembre.